# La Grande Bouffe
La Grande Bouffe (en castellano titulada La gran comilona) es una película franco-italiana de 1973 dirigida por Marco Ferreri. Sus protagonistas son Marcello Mastroianni, Ugo Tognazzi, Michel Piccoli y Philippe Noiret. Los personajes de la película tienen los mismos nombres que los actores.

## Sinopsis
Cuatro amigos: Marcello, el piloto de línea; Ugo, el restaurador; Michel, el realizador de televisión, y Philippe, el juez que vive con su ama de llaves, se reúnen un fin de semana en la villa señorial de este último para realizar un suicidio gastronómico colectivo. Consiste en comer sin parar diversas especialidades. Ugo se encarga de la elaboración de los platos mientras que Marcello, hace venir a unas prostitutas. No obstante, asustadas por el cariz que van tomando los acontecimientos, estas huyen por la mañana muy temprano y queda solo la profesora Andrea, fascinada por la empresa suicida de los protagonistas.

## Comentarios
La película no fue inicialmente bien acogida debido a algunas escenas escatológicas.
Puede observarse cierta similitud con la obra clásica del Marqués de Sade Las 120 jornadas en Sodoma.[cita requerida]